# Championnat d'Angleterre de football 1953-1954
Navigation
Édition précédente Édition suivante
La 55e édition du championnat d'Angleterre de football est remportée par Wolverhampton Wanderers. 
Le club de Wolverhampton l'emporte avec quatre points d'avance sur le deuxième, West Bromwich Albion, et six points, sur le troisième Huddersfield Town.
Le système de promotion/relégation reste en place : descente et montée automatique, sans matchs de barrage pour les deux derniers de première division et les deux premiers de deuxième division. À la fin de la saison Middlesbrough FC et Liverpool FC sont relégués en deuxième division.  Ils sont remplacés la saison suivante par Leicester City et Everton FC.
Le meilleur buteur de la saison est Jimmy Glazzard d'Huddersfield Town avec 29 buts inscrits.

## Classement
|    | Équipe                  | Joués | Victoires | Nuls | Défaites | Buts pour | Buts contre | +/- | Points | Spectateurs |
| -- | ----------------------- | ----- | --------- | ---- | -------- | --------- | ----------- | --- | ------ | ----------- |
| 1  | Wolverhampton Wanderers | 42    | 25        | 7    | 10       | 96        | 56          | 40  | 57     | 36 340      |
| 2  | West Bromwich Albion    | 42    | 22        | 9    | 11       | 86        | 63          | 23  | 53     | 38 110      |
| 3  | Huddersfield Town       | 42    | 20        | 11   | 11       | 78        | 61          | 17  | 51     | 30 820      |
| 4  | Manchester United       | 42    | 18        | 12   | 12       | 73        | 58          | 15  | 48     | 36 887      |
| 5  | Bolton Wanderers        | 42    | 18        | 12   | 12       | 75        | 60          | 15  | 48     | 34 216      |
| 6  | Blackpool FC            | 42    | 19        | 10   | 13       | 80        | 69          | 11  | 48     | 25 416      |
| 7  | Burnley FC              | 42    | 21        | 4    | 17       | 78        | 67          | 11  | 46     | 28 151      |
| 8  | Chelsea                 | 42    | 16        | 12   | 14       | 77        | 68          | 6   | 44     | 46 944      |
| 9  | Charlton Athletic       | 42    | 19        | 6    | 17       | 75        | 77          | -2  | 44     | 28 803      |
| 10 | Cardiff City            | 42    | 18        | 8    | 16       | 51        | 71          | -22 | 44     | 32 410      |
| 11 | Preston North End       | 42    | 19        | 5    | 18       | 87        | 58          | 29  | 43     | 27 888      |
| 12 | Arsenal                 | 42    | 15        | 13   | 14       | 75        | 73          | 2   | 43     | 46 944      |
| 13 | Aston Villa             | 42    | 16        | 9    | 17       | 70        | 68          | 2   | 41     | 29 985      |
| 14 | Portsmouth FC           | 42    | 14        | 11   | 17       | 81        | 89          | -8  | 39     | 28 993      |
| 15 | Newcastle United        | 42    | 14        | 10   | 18       | 72        | 77          | -5  | 38     | 45 392      |
| 16 | Tottenham Hotspur       | 42    | 16        | 5    | 21       | 65        | 76          | -11 | 37     | 41 641      |
| 17 | Manchester City         | 42    | 14        | 9    | 19       | 95        | 77          | -15 | 37     | 30 155      |
| 18 | Sunderland AFC          | 42    | 14        | 8    | 20       | 81        | 89          | -8  | 36     | 42 505      |
| 19 | Sheffield Wednesday     | 42    | 15        | 6    | 21       | 70        | 91          | -21 | 36     | 35 220      |
| 20 | Sheffield United        | 42    | 11        | 11   | 20       | 69        | 90          | -21 | 33     | 31 313      |
| 21 | Middlesbrough           | 42    | 10        | 10   | 22       | 60        | 91          | -31 | 30     | 27 002      |
| 22 | Liverpool FC            | 42    | 9         | 10   | 23       | 68        | 97          | -29 | 28     | 40 488      |

## Meilleur buteur
Avec 29 buts, Jimmy Glazzard, qui joue à Huddersfield Town, remporte son unique titre de meilleur buteur du championnat.